# Žofie Luisa Meklenbursko-Zvěřínská
Žofie Luisa Meklenbursko-Zvěřínská (6. května 1685, Grabow – 29. července 1735, Schwerin) byla sňatkem s králem Fridrichem I. pruskou královnou. Byla vyhlášena svou krásou.

## Život
Žofie Luisa se narodila jako nejmladší potomek vévody Fridricha Meklenburského a jeho manželky Kristýny Vilemíny Hesensko-Homburské. Byla tetou velkokněžny Anny Leopoldovny, která byla regentkou a matkou ruského cara Ivana VI.
Žofie Luisa údajně měla živou a extrovertní osobnost a její bratr "jí umožňoval nejvyšší svobodu, pokud jde o její chování", což způsobilo pommluvy.
Sňatek Žofie Luisy zařídil mocný pruský ministerský předseda Johann Kasimir Kolbe von Wartenberg, který tlačil na krále Fridricha, aby se kvůli nástupnictví po smrti své druhé manželky znovu oženil. V roce 1708 zemřel prvorozený syn korunní princezny v kojeneckém věku a lékaři vyjádřili pochybnosti, že by mohla znovu otěhotnět. To byl hlavní důvod, proč se král znovu oženil, což králi během cesty do Karlových Varů úspěšně navrhla jeho nevlastní sestra Marie Amálie, kterou k tomu přiměli králův komorník hrabě August David zu Sayn-Wittgenstein-Hohenstein, ministr zahraničí Heinrich Rüdiger von Ilgen a ministr kabinetu Johann August Marschall von Bieberstein, kteří chtěli vyvážit rostoucí vliv korunního prince královnou, která jim vděčí za své postavení.
Králi bylo navrženo, aby se oženil s princeznou Vilemínou Hesensko-Homburskou, princeznou Šarlotou Doroteou Braniborsko-Bayreuthskou nebo Žofií Hedvikou Nasavsko-Dietzskou, sestrou oranžského knížete, která byla upřednostňována, ale nakonec odmítnuta. Poté králova nevlastní sestra navrhla vévodkyni Žofii Luisu Meklenbursko-Zvěřínskou, což by mohlo posílit Fridrichův nárok na meklenburské dědictví.
Setkání mezi Fridrichem a Žofií Luisou bylo naplánováno do Ilosenthalu, kam ji doprovodila matka. Král byl potěšen její krásou a po půlhodinovém rozhovoru byla schůzka přerušena, poté byl meklenbursko-zvěřínskému vévodovi formálně předložen návrh na manželství, který byl přijat.

### Královna
V listopadu 1708 se Žofie Luisa stala třetí a poslední manželkou Fridricha I. Pruského. Svatba v zastoupení se uskutečnila v Meklenburgu a krále zastupoval ministr hrabě August zu Sayn-Wittgenstein-Hohenstein. Následujícího dne ji rodina doprovodila na hranice a u Berlína ji přivítal Fridrich I. 27. listopadu vstoupila do hlavního města a následujícího dne byla svatba. Svatba byla popsána jako velkolepá: král byl oblečený ve zlatém brokátu a královna s korunou v doprovodu korunního prince, svého švagra a princezen oblečených ve stříbrném brokátu, ulic byly pokryté rudými koberci. Krátce předtím však byl král informován o tom, že jeho snacha je těhotná, a odpověděl, že kdyby si toho byl vědom, už by se znovu neoženil, což oslavy tlumilo.

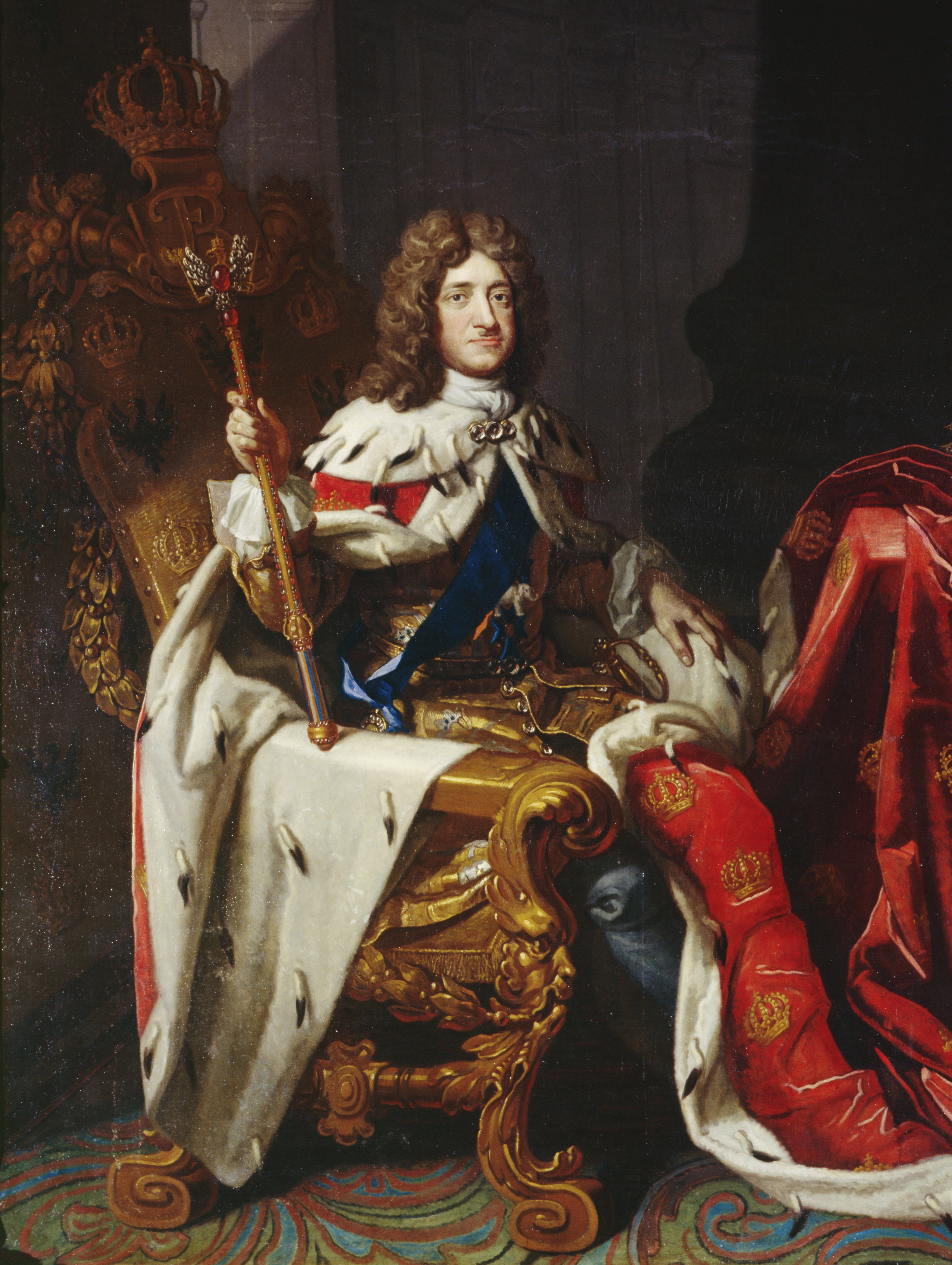
manžel Žofie Luisy Fridrich

Královna Žofie Luisa nebyla považována za dobře hrající svou roli královny u dvora, kde se věnovala velká pozornost obřadnosti a reprezentaci. Nezískala žádné vzdělání kromě francouzštiny a hudby a nebyla schopna u dvora nahradit svou skvěle kultivovanou předchůdkyni, královnu Žofii Šarlotu. Její personál byl považován za špatně složený a dominoval mu králův dvorní komorník hrabě August zu Sayn-Wittgenstein-Hohenstein. Manželčinu švagrovou Marii Annu zu Sayn-Wittgenstein-Vallendar vybral za hlavní královninu dvorní dámu spolu se svou tchyní hraběnkou Šarlotou Luisou ze Sayn-Wittgenstein-Vallendar, což bylo považováno za špatnou volbu. Podle Pollnitze královnina hlavní dvorní dáma Šarlota Luisa "nikdy neopustila hlubiny Wetterau, kromě toho, aby šla na veletrh ve Frankfurtu, kde předvedla veškerou pýchu císařských hraběnek Svaté říše římské, a přestože měla nejlepší vůli na světě hrát svou roli, byla mnohem lépe připravena figurovat ve Wetzlaru (u Eeichshammergerichte) než u pruského dvora". Také královnin komorník hrabě Kurt Christoph von Schwerin nebyl považován za vhodného poradce. Kvůli tomu všemu si Žofie Luisa u svého nového dvora neudělala žádné přátele a její jedinou důvěrnicí byla dvorní dáma, kterou si přivezla z Meklenburgu, Eleonora von Grävenitz, sestra Wilhelmine von Grävenitz, která se stala její vlivnou oblíbenkyní a poradkyní.
Žofie Luisa se nevyrovnala intrikám u berlínského dvora. Vešla do konfliktu s Kateřinou von Wartenberg, manželkou hraběte Johanna Kasimira Kolbe von Wartenberg, pruského ministerského předsedy a milenkou krále. Zejména byl známý jeden incident. Během nepřítomnosti krále, který byl na Jahr Markt v Lipsku v roce 1710 svolala královna dámy u dvora, aby jí pomohly vyšívat dárek pro krále, mezi nimi i hraběnku Kateřinu. Během toho byly vyrušeny Kateřininým komorníkem, který jí přinesl kávu, což byl velký přestupek vůči etiketě, a když královna přikázala Katarině odejít, komentovala to se smíchem těmito slovy: "Myslím, že se přitom vidím", což přispělo k urážce na etiketě a rozzuřilo královnu tak, že nařídila vyhodit Kateřinu z okna; než bylo možné někoho najít, aby tak učinil, spěšně odešla. Královna si stěžovala králi, který nařídil hraběnce von Wartenberg omluvit se, s čím souhlasila, i když se jí podařilo se tomu vyhnout.
Žofie Luisa udělala po svém sňatku velký dojem a stala se známou jako "Meklenburská Venuše", zpočátku krále okouzlila její krása a původní extrovertní živost. Vzhledem k tomu, že svoboda, kterou si užívala u dvora svého bratra způsobila pomluvy, přijala radu od Eleonory von Gravenitz, aby se ujala důstojné vážnosti a dodržování náboženství, což král, který byl sám extrovertní povahy, viděl jako chlad. Její luteránský zpovědník Porst ji představil pietistovi Augustu Hermannovi Franckemu, pod jehož vedením se Žofie Luisa chovala vážněji a přísněji, trávila čas rutinou modliteb a kázání, řídila dvůr, který Pollnitz přirovnal ke klášteru a byla považována za zanedbávající své reprezentační a společenské povinnosti jako první dáma dvora a ženský vzor. Žofie Luisa se spolu s Eleonorou von Graevenitz pokusila přesvědčit Fridricha, aby konvertoval od kalvinismu k luteránské víře. Král jí během prvních let pravidelně věnoval pozornost a proti jejím náboženským posedlostem nic nenamítal, ale během bouřlivé náboženské diskuse otevřeně prohlásila, že nikdo z reformované víry nemůže doufat ve spásu, načež se král zeptal: "Potom o mě po mé smrti nemůžeš mluvit jako o družném králi blažené paměti?", na což mu královna odpověděla: "Řekla bych 'drahý zesnulý král'". Tato událost způsobila, že král vyhnal mademoiselle von Gravenitz, Franckeho a napomenul Porsta, a poté ji málokdy navštívil v jejích komnatách a málokdy ji vídal, protože se raději neúčastnila soudního života a žila ve svých pokojích. Po tomto faktickém odloučení od krále, ztrátě nejbližších přátel a odchodu z dvorního života se Žofie Luisa údajně stala posedlou náboženskou teologií až do bodu mánie a upadla do deprese a duševní poruchy. Nakonec pravidelně ztrácela schopnost ovládat se a zažívala prudké záchvaty, což byla okolnost, kterou její služebníci dlouho před králem skrývali.
Během dlouhé nemoci krále, která po měsících nakonec způsobila jeho smrt, došlo k incidentu, který krále upozornil na duševní stav královny. Jednou v noci se královna, oblečená jen ve svém bílém nočním úboru a s rozpuštěnými vlasy, vrhla přes galerii, která spojovala její byty s královými, propadla prosklenými dveřmi do jeho pokoje a celá v krvi z ran způsobených rozbitými skleněnými dveřmi, zaútočila na krále a křičela na něj výčitky. Náhle probuzený král, který trpěl horečkou, si ve svém zmatku představoval, že je legendární „bílou paní“, která předpovídá jeho smrt, a křičel, dokud se neobjevili jeho pomocníci, což způsobilo scénu. Žofie Luisa údajně nevěděla, co udělala.

### Pozdější život
V lednu 1713, několik týdnů před svou smrtí, ji král poslal zpět k její rodině do Meklenburska-Zvěřínu. Žofie Luisa byla popisována jako bezmocná, „bezduchá a melancholická, ale zato jemnější a klidnější“.
Od té doby poté žila v sídle své ovdovělé matky na zámku Grabow. Zemřela 29. července 1735 ve věku 50 let na Zvěřínském zámku.